# Ponte di Varlungo
Il ponte di Varlungo è un ponte situato a Firenze, in Italia. È quello situato più a est dopo il ponte ferroviario dell'Alta Velocità Firenze-Roma.

## Storia
La realizzazione è iniziata nel 1979 per terminare nel 1981. Il progetto è opera dell'ingegnere Luciano Scali e dell'architetto Adriano Montemagni.
Il 25 gennaio 2019 è stato inaugurato il nuovo impianto di illuminazione da parte del sindaco di Firenze Dario Nardella, in seguito ad alcuni casi di violenza sessuale verificatisi in loco.

## Descrizione

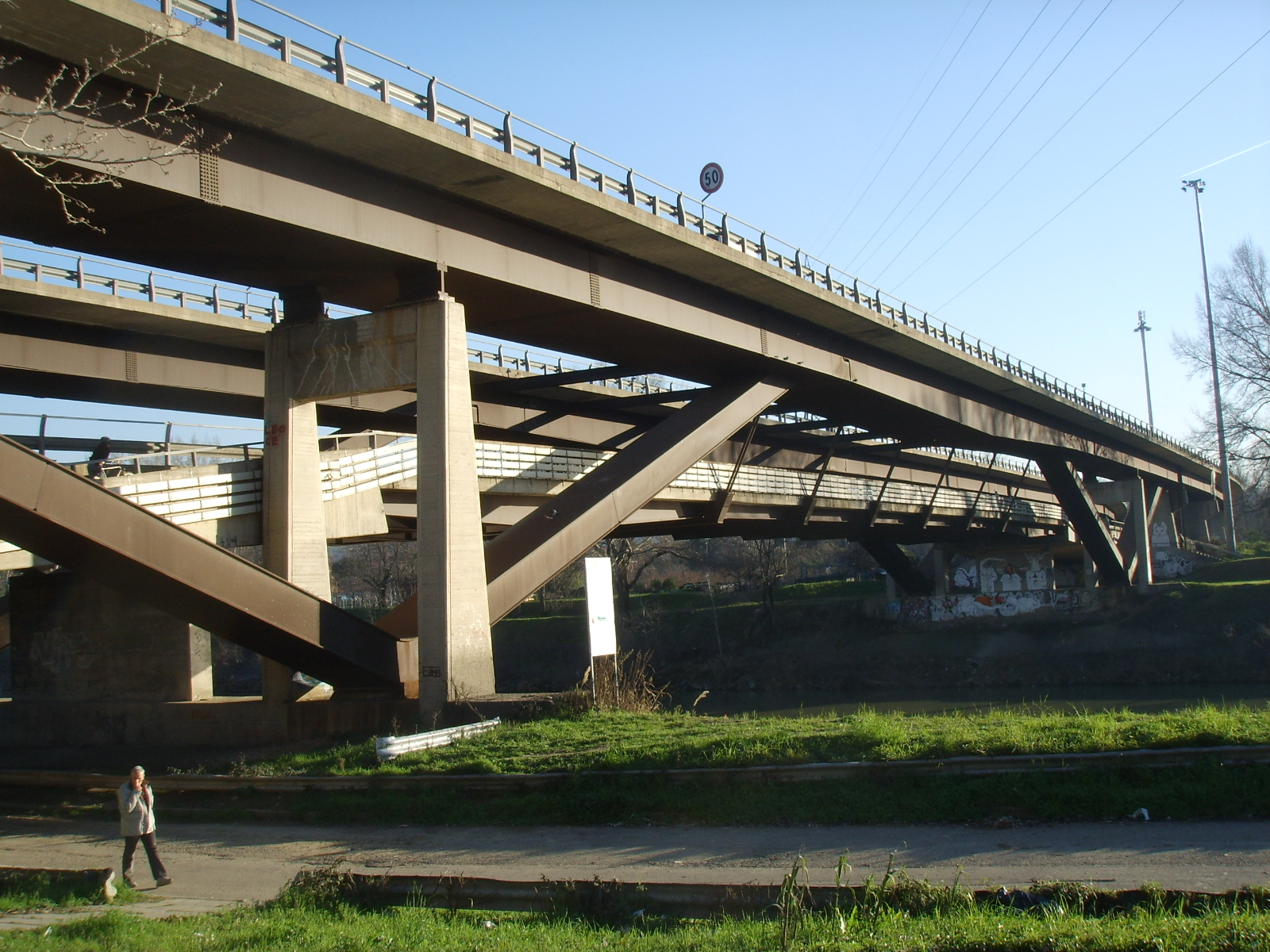
Particolare della struttura del ponte

Attraversa l'Arno del rione omonimo e di quello di Nave a Rovezzano (appartenenti rispettivamente al quartiere 2 e al quartiere 3) nelle immediate adiacenze del parco Albereta-Anconella.
È costruito in acciaio e calcestruzzo armato per una lunghezza di 375 m, è alto 18 m e ha una luce di 127 m.
È composto da tre carreggiate: quella centrale, a una corsia per senso di marcia, congiunge semplicemente le due sponde del fiume; le altre due, sopraelevate e a due corsie per senso di marcia, sono intitolate a Giovanni Falcone e Paolo Borsellino e confluiscono in via Marco Polo. È poi presente un passaggio pedonale.

## Via Marco Polo

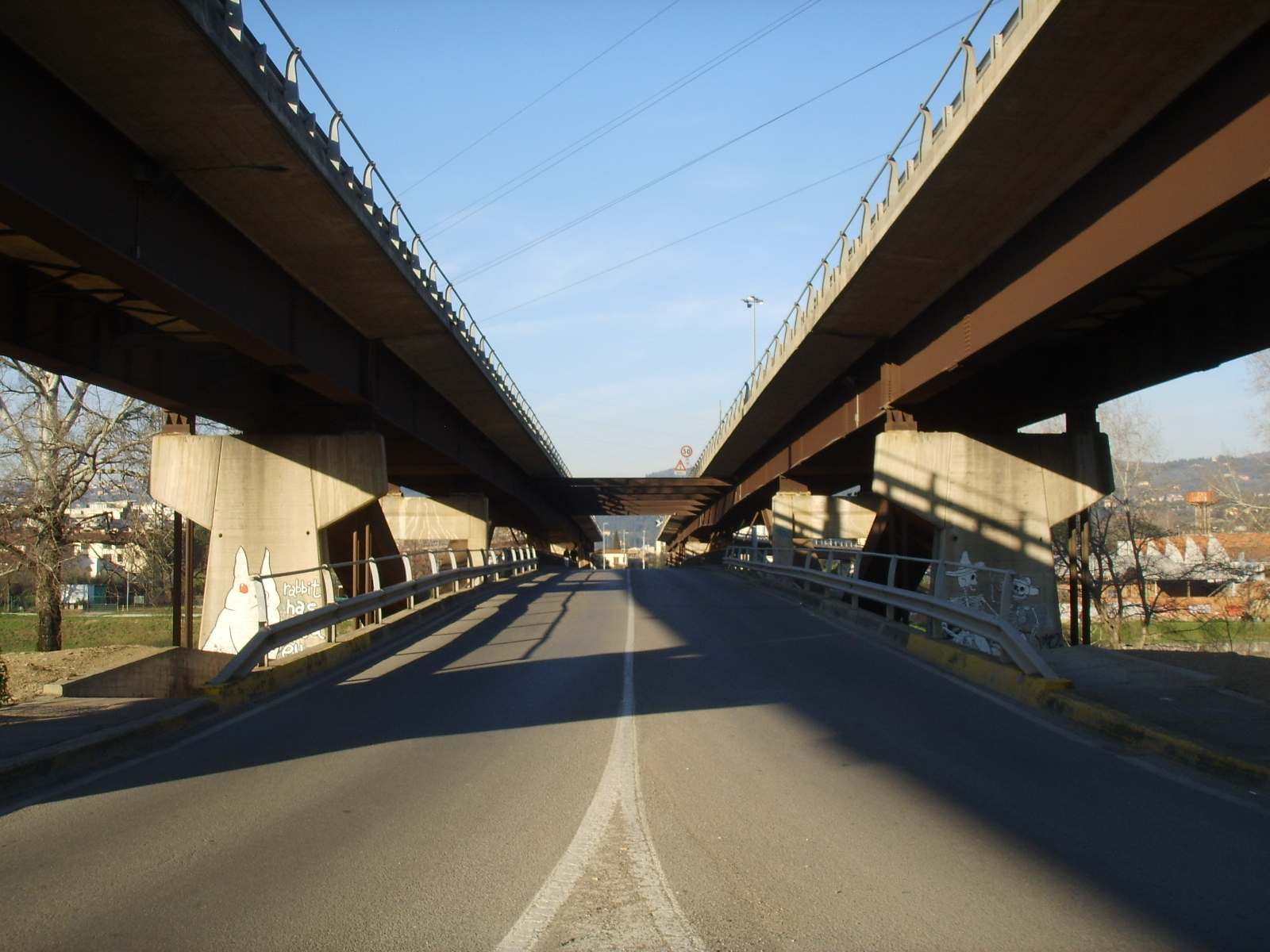
I ponti Giovanni Falcone e Paolo Borsellino ai lati, la carreggiata a due corsie al centro

Chiamata anche viadotto di Varlungo o viadotto Marco Polo, fu costruita in occasione del campionato mondiale di calcio 1990 congiungendo il ponte con il casello autostradale Firenze Sud dell'autostrada A1, nell'ottica di garantire un collegamento più diretto con lo stadio Artemio Franchi. Consente di raggiungere anche Bagno a Ripoli, nella fattispecie le sue frazioni di Grassina e Antella.
È classificata come strada extraurbana secondaria, sebbene il limite di velocità sia pari a 70 km/h. Lungo il percorso sono presenti due autovelox gestiti dal comune di Firenze.
Presenta due rampe non ultimate, termina con due diramazioni su via Carlo Alberto dalla Chiesa e via Enrico De Nicola con due curve teatro di alcuni incidenti. Il viadotto avrebbe dovuto proseguire verso Coverciano passando sotto la direttissima Firenze-Roma tramite una galleria, fino a via del Gignoro. Il tunnel, ad opera di Autostrade per l'Italia, si sarebbe dovuto costruire in occasione della realizzazione della terza corsia dell'autostrada.